# Àlvar I del Congo
Álvaro I Nimi a Lukeni lua Mvemba va ser manikongo (Mwene Kongo), o rei del regne del Congo, de 1568 a 1587.

## Biografia
El pare d'Álvaro era un noble desconegut del Congo que va morir, permetent al a seva mare casar-se amb el rei Henrique I. Quan Henrique I va morir lluitant a la frontera oriental, va deixar Álvaro com a regent. Segons Duarte Lopes, ambaixador del Congo a Roma en 1584-88, Álvaro havia pres el regne per consentiment comú. Tanmateix, hi ha hagut altres que volien ser reis, i alguns estudiosos, com François Bontinck, pensen que el domini d'Álvaro era vist com una usurpació. La invasió dels jaga, que es va produir poc després que Álvaro es convertís en rei, es veu a vegades com una protesta contra aquesta usurpació. Altres estudiosos, però dubten de la connexió entre la invasió jaga i una crisi dinàstica.

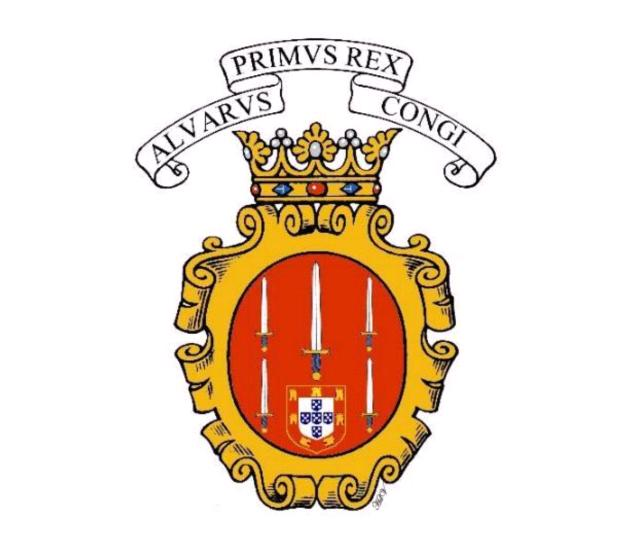
Escut d'armes d'Àlvar I del Congo

Els jaga, però, van crear un problema important per Álvaro, que va haver d'abandonar la capital Mbanza Kongo i fugir a una illa del riu Congo. Des d'aquest lloc en 1573 va demanar ajuda al rei Sebastià I de Portugal per restaurar-lo al tron i expulsar els jaga. Portugal va respondre enviant una expedició de 600 soldats, majoritàriament de la colònia de São Tomé i Príncipe, sota el comandament de Francisco de Gouveia Sottomaior. Les instruccions de Gouveia Sottomaior incloïen l'obtenció d'algun tipus de vassallatge d'Álvaro i recuperar el control de la comunitat portuguesa al Congo creant un fort per "protegir-los". Tot i això, la forta oposició dels portuguesos al Congo, liderada pel confessor d'Álvaro, Francisco Barbuda, va impedir que la majoria de les instruccions de Gouveia Sottomaior es realitzessin.
No obstant això, Álvaro va permetre que els portuguesos s'instal·lessin a Luanda i la colònia d'Angola va néixer quan Paulo Dias de Novais va arribar amb la seva força el 1575. Álvaro va intentar alleujar l'amenaça potencial a la seva sobirania assistint Dias de Novais, enviant tropes per ajudar-lo en 1577. No obstant això, ell, o almenys Francisco Barbuda, va ser decisiu per persuadir al rei de Ndongo, on Dias de Novais tenia les seves forces principals, a expulsar els portuguesos. Tanmateix, un cop fet això, Álvaro va enviar un exèrcit a Angola per ajudar els portuguesos i conquistar Ndongo. La conquesta va fracassar, no obstant això, ja que l'exèrcit Congo estava sobreextès i no va poder creuar amb èxit el riu Bengo.
Álvaro va buscar europeïtzar el Congo més plenament del que havia estat abans. Va ser el primer rei a referir-se a la capital com São Salvador. També va buscar obtenir un bisbe del Papa de Roma, encara que no va ser fins al regnat del seu fill Álvaro II que això es va aconseguir.
El 1587 fou succeït pel seu fill Álvaro II.